# Абдрашев, Рустем Жарасканович
Рустем Жарасканович Абдрашев — казахстанский кинорежиссёр, сценарист и художник,продюсер.
Заслуженный деятель Республики Казахстан.

## Биография
Родился в 1970 году в Алма-Ате в семье известного казахского поэта Жараскана Абдрашева. Мать, Назигуль Нургалиевна Мергенбаева — филолог, педагог, преподаватель казахского языка.
В 2004 году вышел «Остров возрождения», первый полнометражный игровой фильм режиссёра, снятый по мотивам поэзии Жараскана Абдрашева, который получил международное признание и был отмечен различными призами на кинофестивалях мира.

## Образование
•	1977-1984 г.г учился в  казахской средней  школе №12 в г.Алматы;
•	1980-1984 г.г учился в Алма-Атинской детской художественной школе;
•	1984-1988г.г–Алма-Атинское художественное училище по специальности «художник театра»;
•	1990-1992г.г -Высшие режиссерские курсы ВГИКа (мастерская
Л. А.Шенгелая),  в г.Москва;
•	1993-1997 г.г- Казахская   Государственная Юридическая  Академия;

## Опыт работы
•	1987—1996г.г— художник-постановщик киностудии «Казахфильм»;
•	1994—1999г.г- работал в качестве продюсера и режиссёра на телевизионном канале «Хабар»;
•	в 1996 - 1999г.г.- работал в качестве продюсера и режиссера на телевизионных  каналах « МТРК «МИР Казахстан », «КТК», «НТК» ;
•	1994-1999г.г-режиссер и продюсер рекламных,коммерческих и социальных роликов.
•	1999-по 2023г.г- режиссер-постановщик  на киностудии “Казахфильм” имени  Ш.Айманова;
•	2010 г. основал кинокомпанию  “Centaurus R.А production”.

## Государственные награды
•	Заслуженный деятель РК
•	Кавалер Ордена  «Құрмет»  
•	Лауреат Премии Союза молодежи РК
•	Двукратный Стипендиат Президентской премии.
•	Награжден Юбилейной медалью 25-летия Независимости РК

## Художник кино
•	1990г. — ассистент художника-постановщика кинокартины «Гибель Отрара», реж.А.Амиркулов.
•	1991г.— художник-декоратор  кинокартины «Бегущая мишень», реж. Т.Теменов.
•	1992г. — художник-постановщик кинокартины «Дикий Восток», реж.Р.Нугманов.
•	1996г. — художник-постановщик кинокартины «Голубиный звонарь», реж.А.Каракулов.
•	1996 г.— художник-постановщик кинокартины «Жизнеописание юного аккордеониста», реж.С.Нарымбетов.

## Режиссёр
•	1999 г.-документальный фильм “В том числе…”
•	 2004 г. –"Остров возрождения" ("Қаладан келген қыз");
•	2006 г.- «Кұрақ көрпе» («Лоскутное одеяло»);
•	2008 г. – «Подарок Сталину» ;
•	2010г. –"Небо моего детства";
•	2012 г. –«Огненная река.
•	2013г.- Железная гора»;
•	2014 г. –«Разрывая замкнутый круг»;
•	2015г. - «Казахское ханство.Алмазный меч» (фильм-1);
•	2016г. -Исторический многосерийный киноэпос «Казахское ханство. Алмазный меч », (1 сезон,10 серий) ;
•	2018г.- документальный фильм “Дала, сенің ұлыңмын”
•	2018 г. –«Казахское ханство.Золотой Трон», (фильм -2);
•	2019 г.Исторический многосерийный киноэпос «Казахское ханство.Золотой Трон» (2 сезон 10серий)

## Автор сценария
•	2004г.-   кинокартины «Остров возрождения»;
•	2007г. – кинокартины «Курак корпе»;
•	2008г.-   кинокартины «Подарок Сталину»;
•	2011г.-«Небо моего детства»;
•	2013г.- «Огненная река»;
•	2013г.- «Железная гора»;
•	2014г. -Разрывая замкнутый круг»;
•	2015г.- режиссерская киноверсия «Казахское ханство.Алмазный меч»,(фильм -1);  
•	2016г. -Исторический многосерийный киноэпос «Казахское ханство. Алмазный меч », (1 сезон,10 серий) ;
•	2019 г. –режиссерская киноверсия «Казахское ханство.Золотой Трон» (фильм -2);
•	2019 г.-Исторический многосерийный киноэпос «Казахское ханство.Золотой Трон» (2 сезон 10серий).

## Награды, призы и звания
- Лауреат премии Союза молодёжи Казахстана.
- Заслуженный Деятель Республики Казахстан.
- Орден Курмет (2016)[1].
- Медаль «25 лет независимости Республики Казахстан» (2016)
- Гран-при Открытого фестиваля кино стран СНГ и Балтии «Киношок», Анапа, 2004 г. (Остров возрождения)
- Независимая премия ТАРЛАН, в номинации «Надежда», Алма-Ата, 2004. (Остров возрождения)
- Гран-при Казахстанского кинофестиваля «Звёзды Шакена» Алма-Ата, 2004. (Остров возрождения)
- Приз за лучшую режиссуру на конкурсе «Астана-Байтерек», Астана, 2005. (Остров возрождения)
- Приз «FIPRESCI» Международный приз кинокритиков V МКФ «Go East», Германия, Висбаден, 2005. (Остров возрождения)
- Номинант на премию Российской киноакадемии «НИКА» «Лучший иностранный фильм» Москва, 2005. (Остров возрождения)
- Приз за лучшую режиссуру на XIV Международном кинофоруме «Золотой Витязь», Челябинск, 2005. (Остров возрождения)
- Приз зрительских симпатий на Фестивале «ASIATICAFILMMEDIALE», Италия, Рим, 2006. (Остров возрождения)
- Приз зрительских симпатий на Фестивале «Азиатское кино», Италия, Рим (2006, Остров возрождения).
- Приз за лучший сценарий Открытого фестиваля кино стран СНГ и Балтии, «КИНОШОК», Анапа, 2007. (Курак корпе)
- Фильм-открытие XIII Международного Кинофестиваля в Пусане, 2008. (Подарок Сталину)
- Гран-при «Сарматский лев» I Международного кинофестиваля «Восток-Запад», г. Оренбург, Россия, 2008. (Подарок Сталину)
- Спецпоказ к/к «Подарок Сталину» в рамках Международного Нью-йоркского кинофестиваля еврейского кино в Линкольн центре, Нью-Йорк, США, 2008.
- NETPAC — приз кинокритиков Азии, МКФ «Азиатское кино» Италия, Рим, 2008. (Подарок Сталину).
- Спецпоказ к/к «Курак корпе» на неделе казахского кино при поддержке ЮНЕСКО в Париже, Франция, 2009.
- Приз за лучший иностранный фильм на МКФ «Сталкер» о правах человека. (Подарок Сталину)
- Гран-при «Золотое цикло» XV Международного Кинофестиваля «Cinemas d’Asie» в г. Везуль, Франция, 2009. (Подарок Сталину)
- Специальный приз жюри музея Гюме города Париж на XV Международном Кинофестивале «Cinemas d’Asie» в г. Везуль, Франция, 2009. (Подарок Сталину)
- Специальный приз школьного жюри на XV Международном Кинофестивале «Cinemas d’Asie» в г. Везуль, Франция, 2009. (Подарок Сталину)
- Номинант на премию Российской киноакадемии «НИКА» «Лучший иностранный фильм», Москва, 2009. (Подарок Сталину)
- Гран-при Международного Кинофестиваля в г. Белград, Югославия, 2009. (Подарок Сталину)
- Приз зрительских симпатий МКФ г. Иваново, Россия, 2009. (Подарок Сталину)
- Приз за лучшую мужскую роль МКФ г. Чебоксары, Россия, 2009. (Подарок Сталину)
- Приз за режиссуру Берлинского еврейского МКФ, Берлин, Германия, 2009. (Подарок Сталину)
- Приз «За самое гуманное послание зрителю» на XI Бакинском МКФ «Восток-Запад», Баку, Азербайджан, 2009. (Подарок Сталину)
- Приз Ассоциации Азиатских кинокритиков «NETPAC» на МКФ «ASIATICAFILMMEDIALE», Рим, 2009. (Подарок Сталину)
- Гран-при Азиатского МКФ «Третий Глаз» в Мумбае, 2009. (Подарок Сталину)
- Гран-при Международного кинофестиваля «Варшавский кинофестиваль еврейских мотивов» в Варшаве, Польша, 2010. (Подарок Сталину)
- Первый Международный теле-кино фестиваль «Славянска Приказка» «За высокий режиссёрский и актёрский профессионализм» София, Болгария, 2013. (Подарок Сталину)
- Вошёл в список 100 лучших режиссёров Азии, Южная Корея, Пусан, 2015. (Asian Cinema 100)
- Гран-при и Приз За лучшую режиссуру на международном кинофестивале при поддержке Европарламента «Bragacine»,Португалия,2022 год. (к/к «Алмас қылыш»)

## Жюри на Международных фестивалях
•	2005 г. году был членом жюри МКФ «КИНОШОК»(Анапа,Россия)
•	 2011 г. МКФ «Евразия» (Казахстан),
•	2017 г. Председатель жюри МКФ «East and West »(Оренбург,Россия)
•	2018 г. МКФ«PROLOGUE»,(Ташкент,Узбекистан)